# Никки (коммуна)
Никки (фр. Nikki) — коммуна, округ, город Бенина. Население 151 232 человек (2013).

## История
Среди этнических групп и народов, живущих в Уэну, Баатумбоу были иерархическим народом с королём с титулом Уэну-Сунон. Около 1480 года в регион прибыли вассангари под предводительством своего лидера Манса Доро. Затем Серо, его жених, был избран главой общины, которая осталась в регионе и была организована по образцу Уэну-Сунон; в частности, вождества по видам деятельности, которые существуют до сих пор.
Он женился на трёх женщинах-баатумбу, от которых у него было пятеро детей, из которых Симе был младшим сыном. Симе должен был обосноваться там, но его отец Серо и две его сестры Гнон Доуэ и Бона Доуэ остались в Уэну на всю оставшуюся жизнь. Город из княжеского города стал королевским городом Барибас, Баатумбоу или Батомбу.